# Formación Profesional Dual

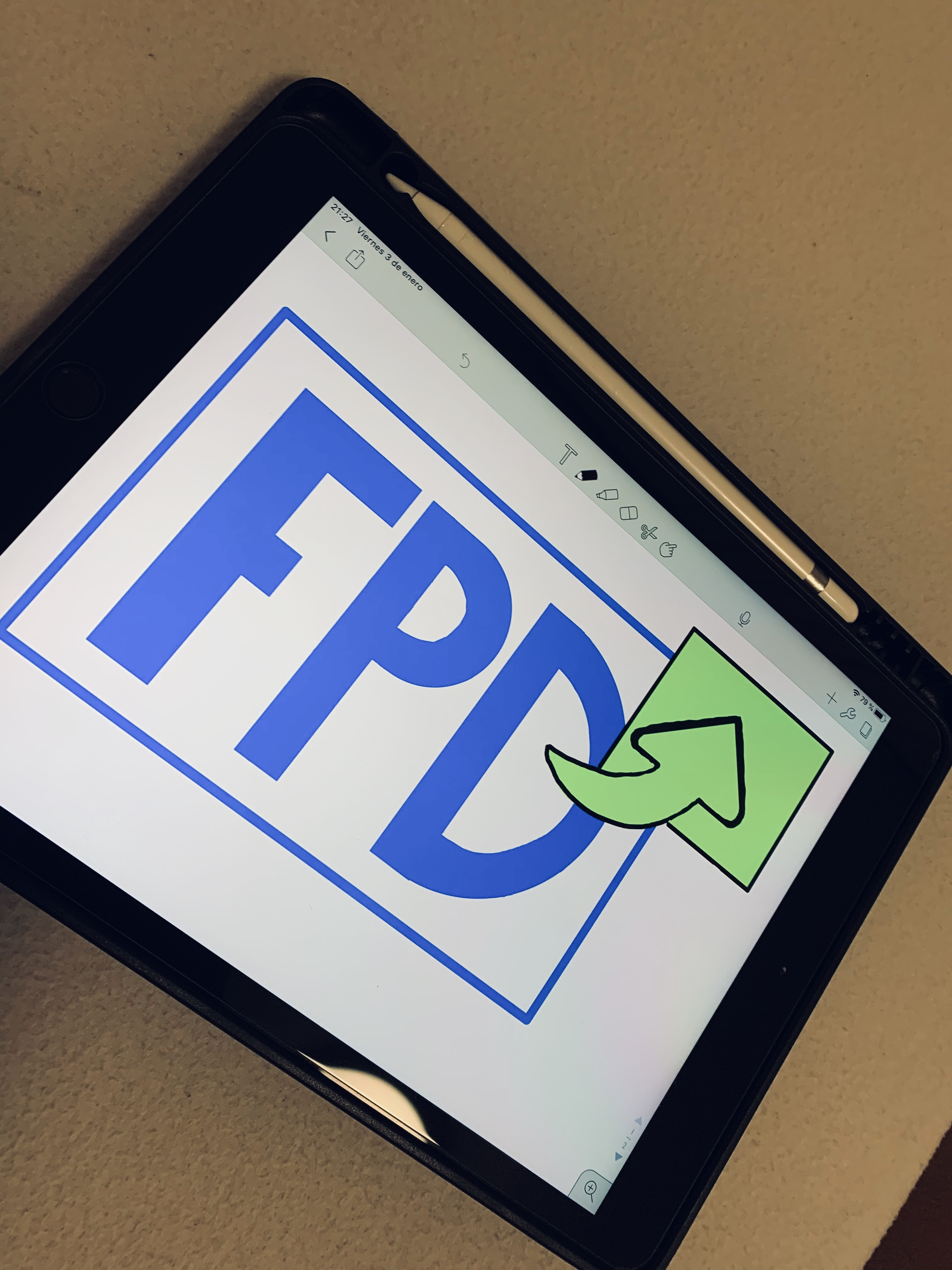
Dibujo del símbolo de la institución

La Formación Profesional Dual (FPD) es una modalidad de oferta de estudios dentro de la  formación profesional,  que tuvo sus primeras experiencias en Alemania. Se realiza en régimen de alternancia entre el centro educativo y la empresa, con un número de horas o días de estancia en ésta y en el centro educativo de duración variable. También se puede considerar como un conjunto de acciones e iniciativas formativas que tienen por objeto la cualificación profesional de los estudiantes, combinando la formación recibida en un centro  educativo con la actividad práctica en un centro de trabajo.
La Formación Profesional Dual facilita a la empresa el poder disponer de profesionales cualificados y al alumno o alumna el poder adquirir una amplia experiencia práctica.
La FPD no sustituye a la Formación Profesional tradicional. Es una modalidad que funciona de forma complementaria, creándose grupos mixtos en los que coexisten alumnos en Formación Profesional Dual y en Formación Profesional en régimen ordinario.

## Beneficiarios en España
Cualquier alumno/a de un ciclo formativo de grado medio o de grado superior, si el centro oferta esta enseñanza. Los menores de edad serán, en todo caso, mayores de 16 años y contarán con una autorización de los padres o representantes legales, debiendo respetarse en cualquier caso la normativa laboral establecida al respecto. En cuanto al límite superior de edad, la única limitación será la establecida por la normativa laboral vigente.
Todo el alumnado que se matricule en un ciclo formativo en Formación Profesional Dual aceptará, entre otras, las siguientes condiciones:
- Que se matricula en un grupo con condiciones diferentes, en el que la distribución temporal de la actividad formativa en el centro y en la empresa puede variar.
- Que existen unos criterios de selección para ocupar los posibles puestos formativos en las empresas.
- Que se tendrán en cuenta las valoraciones del instructor o instructura de la empresa en la evaluación del ciclo formativo.

El título será el del ciclo formativo cursado, además de un certificado de la actividad realizada en la empresa expedido por el centro educativo.

## Finalidades
- Incrementar el número de personas que puedan obtener un título de enseñanza secundaria postobligatoria a través de las enseñanzas de formación profesional.
- Conseguir una mayor motivación en el alumnado disminuyendo el abandono escolar temprano.
- Ofrecer estímulos y motivar a las personas que finalizan la enseñanza general, y tienen necesidad de incorporarse al mercado de trabajo, para que lo hagan desde un ciclo formativo, con la suficiente y adecuada competencia y cualificación profesional.
- Facilitar la inserción laboral como consecuencia de un mayor contacto con las empresas y del desarrollo de las habilidades blandas (soft skills) de los aprendices.
- Facilitar la incorporación de los jóvenes con una titulación de un ciclo formativo de formación profesional del sistema educativo al mercado de trabajo, en condiciones óptimas de respuesta laboral cualificada
- Potenciar la relación del profesorado de formación profesional con las empresas del sector y favorecer la transferencia de conocimientos.
- Establecer entre los centros educativos y las empresas ubicadas en su ámbito territorial un proceso simultáneo, integrado y coordinado de formación y aprendizaje. Las empresas pueden apoyar nuevos modelos de organización de la Formación Profesional, que se dirijan hacia la búsqueda de la excelencia, en la relación de la empresa con los centros de FP y promueven su Responsabilidad Corporativa.
- Mejorar la formación, la cualificación y el desarrollo personal de los jóvenes que inician su profesionalización en un campo determinado, alternando la formación y el aprendizaje en el centro educativo y en la empresa.
- Establecer una mayor vinculación y corresponsabilidad entre los centros educativos que imparten formación profesional y las empresas, en el proceso formativo de los jóvenes o de los trabajadores.

## Formación profesional Dual (FPD) Bolivia
El modelo de educación dual se expande por alrededor del mundo, donde una fuerte tendencia se lleva a cabo en el país de Bolivia, entre otros como por ejemplo en Perú, Colombia o Brasil, en el área sudamericana.
Este método educativo está disponible para todas las personas de diferentes edades como también de distintos lugares del país, o incluso extranjeros también son bienvenidos a participar. Los requisitos para poder ingresar a la FPD son tener un bachillerato boliviano o su equivalente para estudiantes extranjeros, nivel del idioma alemán recomendablemente a partir del rango de B1 como también en el idioma inglés. Además de aprobar un examen de admisión psicológico. Una vez aculado los requisitos que se mencionan arriba, comienza el proceso de elección para las empresas que son socias con la FPD a partir de este momento cada empresa tiene diferentes formas de selección de sus estudiantes empresariales, como por ejemplo la más común son las entrevistas como también en algunos casos algunos exámenes de conocimiento como psicológicos. 

### Estructura de los estudios
La Formación Profesional Dual tiene una duración prevista de 2 años, en los cuales los estudiantes empresariales van rotando entre bloques teóricos y prácticos. Al inicio de clases todos los estudiantes empresariales deben de tener un bloque teórico, donde se explica cómo funciona el sistema y lo que deben de saber acerca de las empresas respectivas de cada uno de ellos. La duración de un bloque teórico es de entre 3 a 5 semanas y de los bloques prácticos de entre 4 a 8 semanas. Durante los bloques teóricos los estudiantes empresariales no tienen vacaciones, a excepción de los feriados nacionales designados por el estado. Durante los bloques prácticos cada estudiante empresarial goza de un tiempo de vacaciones determinado por las empresas que pueden tomar bajo la autorización de las mismas.

### Intercambio cultural
Durante las clases de la Formación Profesional Dual se realiza una conexión fuerte entre la cultura alemana con el estudio, debido a que todas las clases son impartidas en el idioma alemán con profesores desde Alemania, se siente como si se estuviera allá. Es por eso que también se realizan diferentes actividades dentro del estudio para incrementar y expandir la cultura entre ambos países. 
Una de las recientes actividades que se realiza en el instituto son los intercambios académicos a diferentes institutos en otros países, como por ejemplo a Perú (BBZ). Dentro de estos viajes académicos los estudiantes tienen la oportunidad de asistir a clases del instituto anfitrión como también de interactuar par proyectos en conjunto con el mismo. Así mismo las empresas asociadas a la Formación Profesional Dual del país anfitrión ofrece diversos recorridos a través de sus instalaciones. Esto ayuda a que los estudiantes empresariales tengan diferentes perspectivas de una empresa en un país extranjero así como también de poder comparar la estructura de su empresa auspiciadora en Bolivia con la empresa anfitriona en el extranjero.

### Beneficios
Cada uno de los estudiantes empresariales tiene las siguientes ventajas dentro de los años en el instituto:
- Sacar el bachillerato alemán, lo cual da acceso a las universidades en Alemania.
- LCCI, inglés británico
- DSD I y II 
- Certificados en Microsoft 
- Experiencia laboral de hasta 2 años
- Técnico Superior trilingüe en las carreras ofrecidas
- Oportunidad de tener una práctica en Alemania